# Hella Jongerius

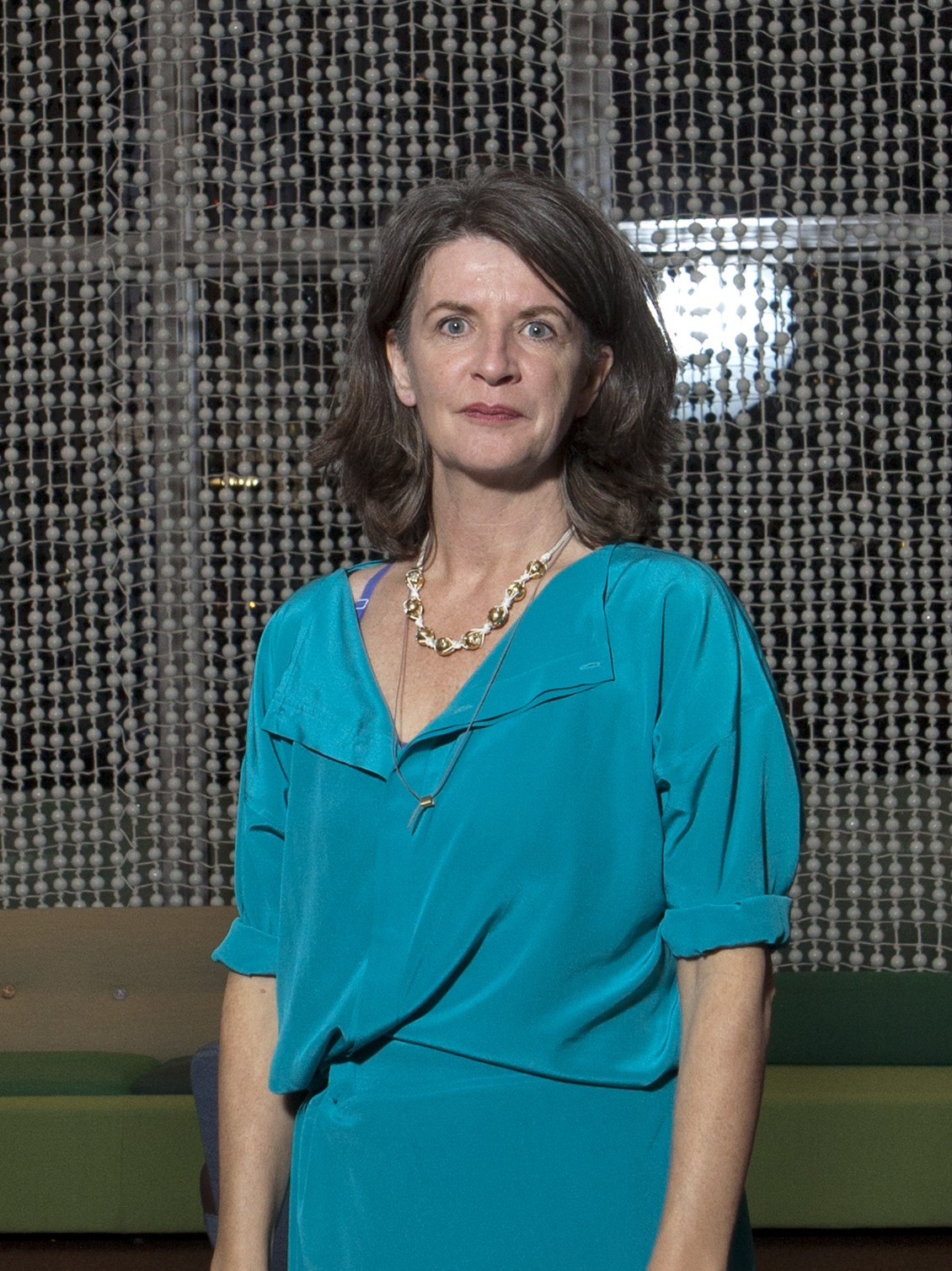
Hella Jongerius

Hella Jongerius (* 30. Mai 1963 in De Meern, Niederlande als Wilhelmina Maria Cornelia Jongerius) ist eine niederländische Designerin und Dozentin. Sie kombiniert in ihren Arbeiten einfache und hochentwickelte Techniken, Traditionelles und Modernes.

## Leben
Jongerius studierte nach einer Tischlerlehre an der Design Academy Eindhoven, wo sie im Jahre 1993 ihren Abschluss machte. Danach wurde sie Mitglied des Designer-Kollektivs Droog Design in Amsterdam. Im Jahre 1993 begann sie in Rotterdam mit ihrer eigenen Firma: Jongeriuslab. Von 1998 bis 1999 unterrichtete sie an der Akademie in Eindhoven Industriedesign und war dort in den Jahren von 2000 bis 2004 die Leiterin der Abteilung Living/Atelier. Seit 2008 hat Jongerius neben dem Standort in Rotterdam ihr Studio in einer Remise in der Kastanienallee in Berlin. Sie lebt seit 2009 in Berlin. In den Jahren von 2008 bis 2015 war Jongerius Dozentin für Produktdesign an der Kunsthochschule Weißensee in Berlin. 
Sie arbeitete unter anderem für Maharam (New York), KLM (Niederlande), Vitra (Schweiz), IKEA (Schweden), Camper (Spanien), Nymphenburg (Deutschland) und die älteste Steingutfabrik der Niederlande, Koninklijke Tichelaar in Makkum. Ihre Arbeiten werden in Galerien und Museen ausgestellt, beispielsweise im Cooper Hewitt Museum (New York), MoMA (New York), Stedelijk Museum (Amsterdam), Museum Boijmans Van Beuningen (Rotterdam), Design Museum (London), in der Galerie Kreo (Paris) und in der Moss gallery (New York). Auf Einladung des Kurators Hans Ulrich Obrist realisierte sie zum 150sten Bestehen des MAK in Wien in der Gruppenausstellung EXEMPLARY die Installation Colour Recipe Research. Seit 2007 ist sie bei Vitra Art Director for colours & materials und baute eine umfassende Bibliothek für Farben-, Texturen- und Materialien auf. 2013 wurde Jongerius Design Director für die Teppichfirma Danskina.

## Arbeiten (Auswahl)

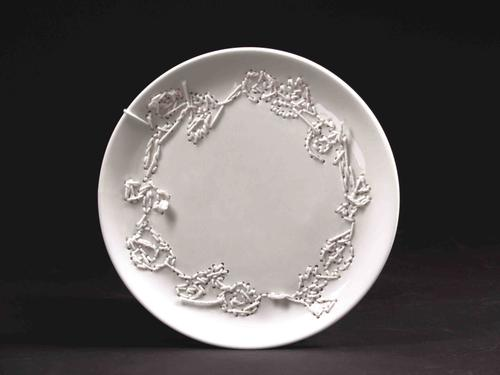
Bestickter Teller, Princessehof in Leeuwarden

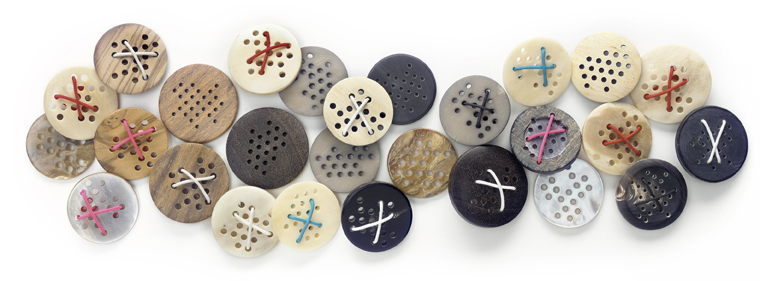
Auf dem Polder-Sofa verwendete Knöpfe.

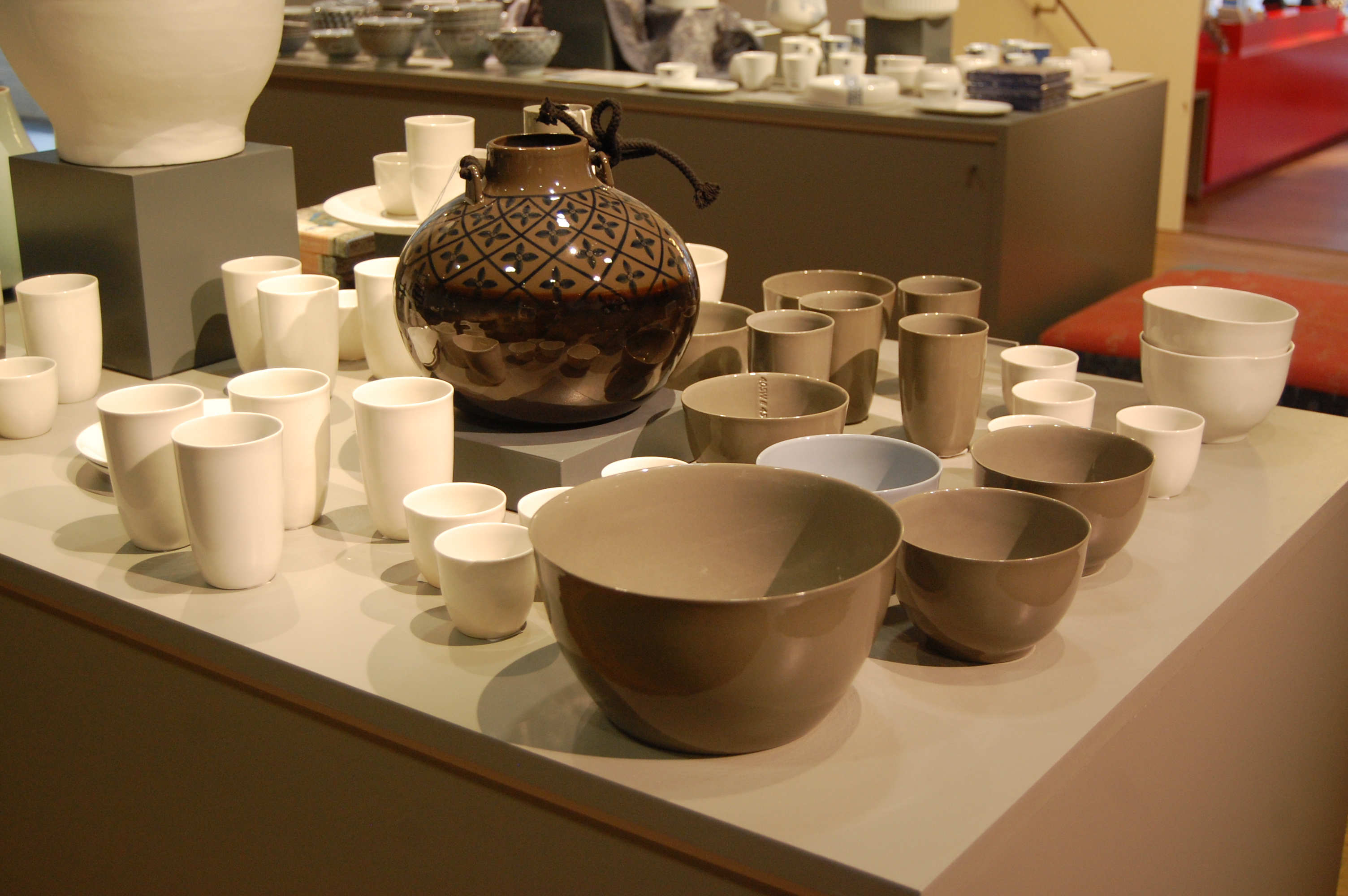
Geschirr, Keramikmuseum Leeuwarden.

- 1994: Soft Urn und Soft Vase, Serien von Gefäßen aus Polyurethan für Droog Design
- 1996: Pushed Washtub, ein Waschbecken aus Polyurethan und Metall 57 × 34 × 18 cm für Drooog Design
- 1997: Bath Mat, für Droog Design
- 1998: B-set, ein Porzellangeschirr für Royal Tichelaar Makkum, das durch zu heißen Brand absichtlich „schief“ gefertigt wurde
- 1999: Möbel für die Firma Capellini in Mailand: Kasese Foam Chair, Sheep Chair und Felt Stool
- 2000: Princess, Serie von Vasen für eine Ausstellung im Museum Het Princesshof, Leeuwarden
- 2002: Crystal Frock, Hängeleuchter aus Kristall in Form eines Überkleides für Swarovski
- 2002: Repeat, eine Reihe von Stoffen für Polsterbezüge für Maharam, New York City
- 2004: Entwürfe für Porzellan und Tierfiguren wie Rehkitz, Hase oder Nilpferd in Porzellanschüsseln für die Porzellanmanufaktur Nymphenburg, München
- 2005: PS Jonsberg, Vasen für IKEA, Schweden
- 2005: Polder, Sofas für Vitra. Als rotes Sofa von Thomas Gottschalk bei der Bekanntgabe der Gewinnzahlen der Aktion Mensch benutzt.
- 2006: Worker, Sessel für Vitra, Birsfelden bei Basel
- 2007: Blossom Lamps, Serie von Pendelleuchten für die Firma Belux, Basel
- 2007: Layers, eine Reihe von Stoffen für Polsterüberzüge für die Firma Maharam, New York City
- 2007: Office Pets, Limited Edition für Vitra Edition, Basel
- 2007: Shippo Teller, emaillierte Kupferteller für die japanische Firma „Cibone“, Tokio
- 2007: Porcupine Table, massives Buchenholz, Lack, Seide, farbige Bleistifte, 54 × 72 × 57 cm für Vitra
- 2009: A Tribute to Camper.
- 2009: Frog Table, Walnusstisch teilweise mit Emailfarbe glasiert, limitierte Stückzahl.
- 2010: Hours, Wollstoff für Möbelbezüge der Firma Maharram, New York.
- 2013: Innenausstattung der Business Class der Luftlinie KLM.
- 2014: Bold, handgeknüpfter Wollteppich der Firma Danskina.
- 2014: East River Chair der Firma Vitra nach dem Design für die Delegates Lounge des UN-Hauptquartiers am East River in Manhattan, New York City des Vorjahres.

## Auszeichnungen
- 2003: Rotterdam Design Prijs für Repeat
- 2004: Créateur de l’Annee du Salon du Meuble 2004, Paris
- 2008  Sanoma Oeuvre Award
- 2017: Sikkens-Preis (für Pionierarbeit im Bereich der Farbe)

## Ausstellungen (Auswahl)
- 1994: Bath Mat, Teilnahme an der Ausstellung von Droog Design auf dem Salone del Mobile in Mailand
- 1995: Mutant Material in Contemporary Design, Museum of Modern Art, New York City
- 1996: Thresholds in Contemporary Design from the Netherlands, Museum of Contemporary Art
- 1996: Self Manufacturing Designers, Ausstellung am Stedelijk Museum, Amsterdam
- 2001: My Soft Office, eine Reihe von futuristischen Büromöbeln für die Ausstellung Work Spheres im Museum of Modern Art, New York City
- 2002: Skin: Surface and Structure in Contemporary Design, Cooper Hewitt National Design Museum, New York City
- 2003: Hella Jongerius, Design Museum London
- 2005: Gastkuratorin am Cooper Hewitt National Design Museum, New York City
- 2005: On the Shelves, Ausstellung in der Villa Noailles, Hyères, Frankreich
- 2005: Ideal House, Internationale Möbelmesse, Köln
- 2007: Inside Colours, Installation für die Ausstellung My Home im Vitra Design Museum, Weil am Rhein
- 2010/2011: Hella Jongerius - Misfit, Museum Boijmans Van Beuningen, Rotterdam.
- 2014: Installation Colour Recipe Research, Gruppenausstellung EXEMPLARY MAK, Wien.
- 2016: A search behind apearences, mit Louise Schouwenberg für La Rinascente auf der Designwoche Mailand

## Veröffentlichungen
- Hella Jongerius und Louise Schouwenberg: Beyond the New. Manifest Jongeriuslab NPN Printing, 2105.[8]
- Hella Jongerius: I Don't Have a Favourite Colour: Creating the Vitra Colour and Material Library. Gestalten, Berlin 2016, ISBN 978-3-89955-665-0.